# أنجيلا سرافيان
أنجيلا صرافيان (بالأرمنية: Անժելա Սարաֆյան); (بالإنجليزية: Angela Sarafyan) مواليد 30 يونيو 1983 في يريفان، هي ممثلة أمريكية بدأت مسيرتها الفنية عام 2003.

## حياتها
ولدت سرافيان في يريفان ، أرمينيا السوفياتية. عندما كانت في الرابعة ، انتقلت مع والديها إلى الولايات المتحدة ، واستقرت في لوس أنجلوس. والدها ، غريغور سارافيان، ممثل والدتها رسامة. تعلمت رقص الباليه و العزف على آلة البيانو عندما كان طفلة. التحقت بمدرسة فرانسيسكو برافو ماغنت الطبية الموجودة في بويل هايتس ، لوس أنجلوس ، كاليفورنيا. 

## مسيرتها
لعبت سرافيان دور ستومي في مسلسل سيكس اد ، وقد ظهرت كضيفة في العديد من المسلسلات التلفزيونية مثل الحكم على آمي ، بوفي قاتلة مصاصي الدماء ، الدرع ، الشعبة ، 24 ، حالة البرد ، إلى الجنوب من أي مكان ، العقول الجنائية ،س س ا: نيويورك ، نيكيتا ، بلو بلو و الطبيب العقلي. في عام 2008 ، كان لها دور في سلسلة الشبكات الأمريكية «منظر عادي». في عام 2010 ، انضمت سارافيان إلى فريق فيلم ذا قود قايز ، حيث لعبت سامنتا إيفانز الشاذة اجتماعياً. ظهرت في مسلسل ضائع و موجود في أرمينيا في عام 2012.
شاركت سارافيان أيضا في بعض الأفلام الروائية الطويلة مثل على الدمية ، كابلوي ، المخيرون ، كذبة جميلة في أرمينيا. كما لعبت دور مصاصة الدماء المصرية تيا رفيقة مصاص الدماء بينجامين في الحزء الثاني من فيلم توايلايت.
وهي تلعب دور كليمنتين بيني فيذر في مسلسل ويستوود على قناة اتش بي او.
ظهرت سرافيان ، المولودة في أرمينيا ، في فيلم الوفد سنة 2016 ، وهو فيلم عن الإبادة الجماعية للأرمن.

## أعمالها

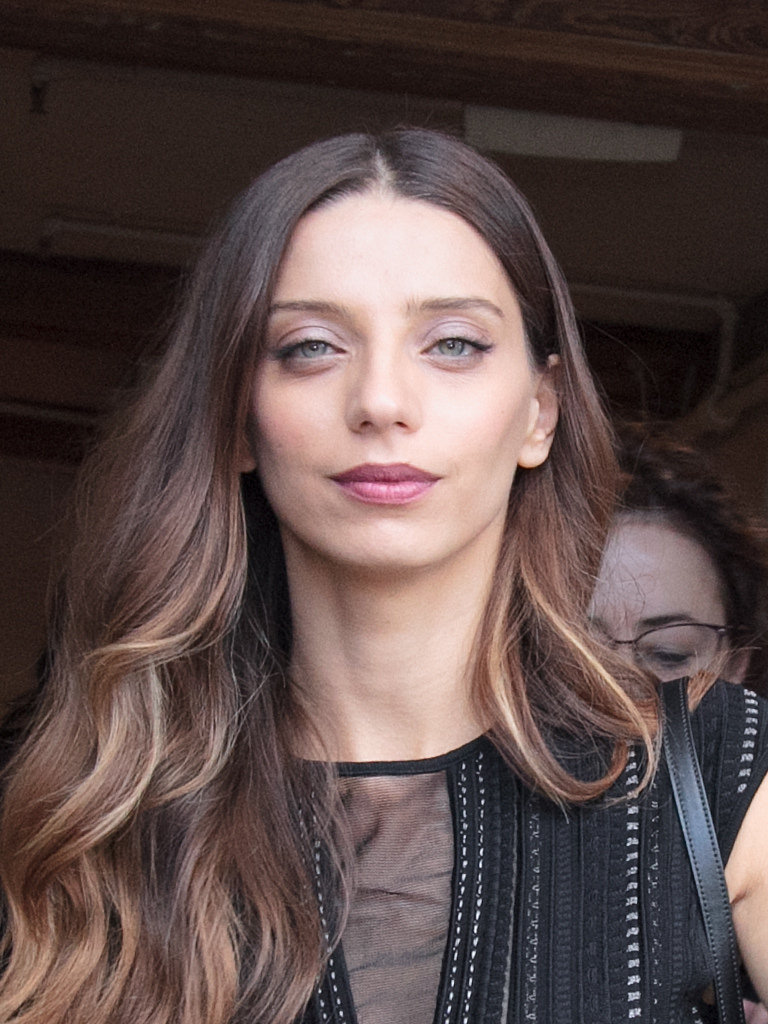
أنجيلا سرافيان في مهرجان تورونتو السينمائي الدولي 2016

### فيلم

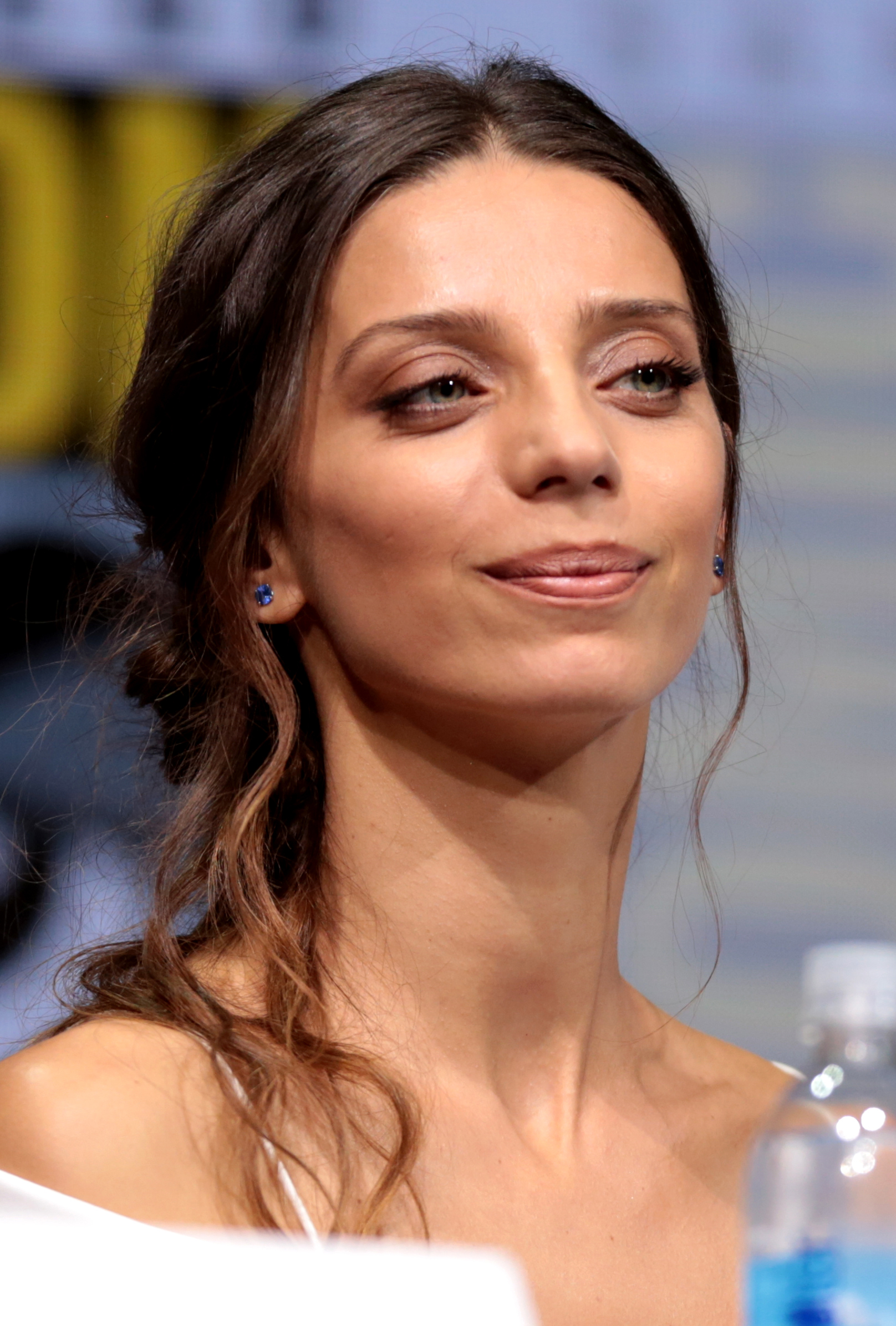
انجيلا صرافيان في عام 2017 سان دييغو كوميدي كون ، للترويج لوستوود

| السنة | اسم الفيلم                  | دورها              | ملاحظة    |
| ----- | --------------------------- | ------------------ | --------- |
| 2004  | آخر تشغيل                   | لورين              |           |
| 2005  | منتصف الطريق المشرف         | ليبرتي إدواردز     |           |
| 2007  | كابلوي                      | رامونا             |           |
| 2007  | على الدمية                  | تارا               |           |
| 2008  | حياة جميلة                  | ماجي               |           |
| 2008  | المخبرون                    | ماري               |           |
| 2009  | نصف الحقيقة                 | تيغ                | فيلم قصير |
| 2009  | يربو شيك                    | جيغلي              |           |
| 2009  | الحب يضر                    | ليلى               |           |
| 2009  | المخملية                    | بياتريس            | فيلم قصير |
| 2009  | البحث عن الحب الحقيقي بجنون | بال                | فيلم قصير |
| 2011  | الحيوان الأمريكي            | أنجيلا الغير شقراء |           |
| 2011  | ا غود اولد فاشينود اورجي    | ويلو تالبوت        |           |
| 2012  | شياطين السرعة               | لالا               |           |
| 2012  | توايلايت الجزء 2            | تيا                |           |
| 2012  | فقدت & وجدت في أرمينيا      | أني                |           |
| 2013  | ضجيج المسائل                | ساندي              |           |
| 2013  | المهاجر                     | ماجدة سيبولسكا     |           |
| 2013  | جنون العظمة                 | أليسون             |           |
| 2014  | ليلة البيطري                | فراني وزوي         | فيلم قصير |
| 2014  | أبدا                        | راشيل              |           |
| 2015  | 1915                        | انجيلا             |           |
| 2015  | أنا هو هي                   | هيذر               |           |
| 2015  | أنا وأنت خمسة               | باكز بام           |           |
| 2015  | شحرور                       |                    |           |
| 2016  | ماركوري بلاينز              | اليسا              |           |
| 2016  | الوعد                       | مارال              |           |

## وصلات خارجية
- أنجيلا سرافيان على موقع IMDb (الإنجليزية)
- أنجيلا سرافيان على موقع روتن توميتوز (الإنجليزية)
- أنجيلا سرافيان على موقع ألو سيني (الفرنسية)
- أنجيلا سرافيان على موقع أول موفي (الإنجليزية)
- أنجيلا سرافيان على موقع قاعدة بيانات الأفلام السويدية (السويدية)
- أنجيلا سرافيان على موقع قاعدة بيانات الفيلم (الإنجليزية)
- أنجيلا سرافيان على موقع كينوبويسك (الروسية)